# Museo Witt

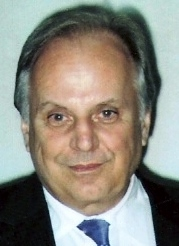
Thomas J. Witt

Il Museo Witt Monaco (MWM) contiene la più grande collezione al mondo di falene. Il museo è situato a Monaco di Baviera ed è stato fondato da Thomas Witt nel 1980.
La raccolta consiste di 10 milioni di esemplari provenienti da tutte le parti del mondo.